# Phomopsis chamaeropsis
Phomopsis chamaeropsis är en svampart som först beskrevs av Mordecai Cubitt Cooke, och fick sitt nu gällande namn av Franz Petrak 1920. Phomopsis chamaeropsis ingår i släktet Phomopsis och familjen Diaporthaceae.   Inga underarter finns listade i Catalogue of Life.